# Liste der Bodendenkmäler in Wallersdorf
Auf dieser Seite sind die Bodendenkmäler in dem niederbayerischen Markt Wallersdorf zusammengestellt. Diese Tabelle ist eine Teilliste der Liste der Bodendenkmäler in Bayern. Grundlage ist die Bayerische Denkmalliste, die auf Basis des Bayerischen Denkmalschutzgesetzes vom 1. Oktober 1973 erstmals erstellt wurde und seither durch das Bayerische Landesamt für Denkmalpflege geführt wird. Die folgenden Angaben ersetzen nicht die rechtsverbindliche Auskunft der Denkmalschutzbehörde.

## Bodendenkmäler in Wallersdorf

### Bodendenkmäler in der Gemarkung Altenbuch
| Lage                 | Objekt | Akten-Nr.     | Bild |
| -------------------- | --- | ------------- | ---- |
| Altenbuch (Standort) | Verebneter Grabhügel vorgeschichtlicher Zeitstellung. | D-2-7242-0019 |      |
| Altenbuch (Standort) | Verebneter Grabhügel vorgeschichtlicher Zeitstellung. | D-2-7242-0020 |      |
| Altenbuch (Standort) | Verebneter Grabhügel vorgeschichtlicher Zeitstellung mit Kreisgraben und Zentralbestattung. | D-2-7242-0021 |      |
| Altenbuch (Standort) | Verebnetes Grabenwerk vor- und frühgeschichtlicher Zeitstellung. Siedlung des Mittelneolithikums und der Hallstattzeit. | D-2-7242-0022 |      |
| Altenbuch (Standort) | Verebnete Grabhügel vorgeschichtlicher Zeitstellung. | D-2-7242-0026 |      |
| Altenbuch (Standort) | Verebnete Grabhügel vorgeschichtlicher Zeitstellung. | D-2-7242-0027 |      |
| Altenbuch (Standort) | Verebneter Grabhügel vorgeschichtlicher Zeitstellung. | D-2-7242-0028 |      |
| Altenbuch (Standort) | Verebnete Grabhügel vorgeschichtlicher Zeitstellung. | D-2-7242-0029 |      |
| Altenbuch (Standort) | Siedlung der Bronzezeit, Urnenfelder- und Hallstattzeit. | D-2-7242-0172 |      |
| Altenbuch (Standort) | Verebnete Grabhügel vorgeschichtlicher Zeitstellung und Siedlung des Neolithikums und der Bronzezeit. | D-2-7242-0176 |      |
| Altenbuch (Standort) | Siedlung der späten Latènezeit. | D-2-7242-0177 |      |
| Altenbuch (Standort) | Siedlung des Neolithikums, der Bronzezeit und der späten Latènezeit. | D-2-7242-0178 |      |
| Altenbuch (Standort) | Siedlung vorgeschichtlicher, wohl neolithischer Zeitstellung. | D-2-7242-0185 |      |
| Altenbuch (Standort) | Siedlung der Latènezeit. | D-2-7242-0186 |      |
| Altenbuch (Standort) | Körpergräber vor- und frühgeschichtlicher Zeitstellung, wohl frühmittelalterliche Reihengräber. | D-2-7242-0187 |      |
| Altenbuch (Standort) | Siedlung vor- und frühgeschichtlicher Zeitstellung. | D-2-7242-0213 |      |
| Altenbuch (Standort) | Siedlung vor- und frühgeschichtlicher Zeitstellung. | D-2-7242-0214 |      |
| Altenbuch (Standort) | Verebnete Grabhügel vorgeschichtlicher Zeitstellung. | D-2-7242-0215 |      |
| Altenbuch (Standort) | Siedlung vor- und frühgeschichtlicher Zeitstellung. | D-2-7242-0216 |      |
| Altenbuch (Standort) | Verebneter vorgeschichtlicher Grabhügel bzw. Siedlung vor- und frühgeschichtlicher Zeitstellung. | D-2-7242-0217 |      |
| Altenbuch (Standort) | Siedlung vor- und frühgeschichtlicher Zeitstellung. | D-2-7242-0218 |      |
| Altenbuch (Standort) | Siedlung vor- und frühgeschichtlicher Zeitstellung. | D-2-7242-0219 |      |
| Altenbuch (Standort) | Siedlung vor- und frühgeschichtlicher Zeitstellung. | D-2-7242-0220 |      |
| Altenbuch (Standort) | Siedlung vor- und frühgeschichtlicher Zeitstellung. | D-2-7242-0221 |      |
| Altenbuch (Standort) | Verebnete Grabhügel vorgeschichtlicher Zeitstellung. | D-2-7242-0222 |      |
| Altenbuch (Standort) | Untertägige Befunde des Mittelalters und der frühen Neuzeit im Bereich der Katholischen Pfarrkirche St. Rupert mit zugehörigem, ummauerten Friedhof in Altenbuch, darunter die Spuren von Vorgängerbauten bzw. älteren Bauphasen. | D-2-7242-0526 |      |

### Bodendenkmäler in der Gemarkung Ettling
| Lage               | Objekt | Akten-Nr.     | Bild |
| ------------------ | --- | ------------- | ---- |
| Ettling (Standort) | Siedlung vor- und frühgeschichtlicher Zeitstellung. | D-2-7242-0053 |      |
| Ettling (Standort) | Körpergräber bzw. Siedlung vor- und frühgeschichtlicher Zeitstellung. | D-2-7242-0054 |      |
| Ettling (Standort) | Siedlung vor- und frühgeschichtlicher Zeitstellung. | D-2-7242-0055 |      |
| Ettling (Standort) | Siedlung vor- und frühgeschichtlicher Zeitstellung. | D-2-7242-0224 |      |
| Ettling (Standort) | Siedlung vor- und frühgeschichtlicher Zeitstellung. | D-2-7242-0225 |      |
| Ettling (Standort) | Siedlung vor- und frühgeschichtlicher Zeitstellung. | D-2-7242-0299 |      |
| Ettling (Standort) | Teilstück der Römerstraße Landshut-Moos. | D-2-7242-0471 |      |
| Ettling (Standort) | Verebnete Abschnittsbefestigung vor- und frühgeschichtlicher oder mittelalterlicher Zeitstellung. Siedlung des älteren Neolithikums, der frühen Bronzezeit, der Urnenfelderzeit und des Mittelalters. Bestattungsplatz vor- und frühgeschichtlicher Zeitstellung.                                                              | D-2-7342-0177 |      |
| Ettling (Standort) | Siedlung des jüngeren Neolithikums und der älteren Urnenfelderzeit. | D-2-7342-0178 |      |
| Ettling (Standort) | Siedlung vor- und frühgeschichtlicher Zeitstellung, unter anderem der Urnenfelderzeit. | D-2-7342-0179 |      |
| Ettling (Standort) | Verebnete Abschnittsbefestigung und Siedlung vor- und frühgeschichtlicher Zeitstellung, unter anderem des Neolithikums (bes. der Linear- und Stichbandkeramik, der Gruppe Oberlauterbach, der Altheimer und Chamer Gruppe), der Bronzezeit bis Latènezeit sowie des frühen Mittelalters. Körpergräber des frühen Mittelalters. | D-2-7342-0182 |      |
| Ettling (Standort) | Siedlung der Bronzezeit bzw. Urnenfelderzeit. | D-2-7342-0184 |      |
| Ettling (Standort) | Siedlung und Bestattungsplatz vor- und frühgeschichtlicher Zeitstellung. | D-2-7342-0186 |      |
| Ettling (Standort) | Spätantike bzw. frühmittelalterliche Reihengräber. | D-2-7342-0187 |      |
| Ettling (Standort) | Siedlung vor- und frühgeschichtlicher Zeitstellung bzw. verebnete vorgeschichtliche Grabhügel. | D-2-7342-0189 |      |
| Ettling (Standort) | Siedlung vor- und frühgeschichtlicher Zeitstellung. | D-2-7342-0190 |      |
| Ettling (Standort) | Siedlung vor- und frühgeschichtlicher Zeitstellung. | D-2-7342-0191 |      |
| Ettling (Standort) | Siedlung der Gruppe Oberlauterbach, der Münchshöfener Gruppe und der mittleren bis späten Latènezeit. | D-2-7342-0192 |      |
| Ettling (Standort) | Siedlung der Latènezeit. | D-2-7342-0204 |      |
| Ettling (Standort) | Siedlung vor- und frühgeschichtlicher Zeitstellung. | D-2-7342-0205 |      |
| Ettling (Standort) | Siedlung der mittleren Bronzezeit und der mittleren bzw. späten Latènezeit. | D-2-7342-0206 |      |
| Ettling (Standort) | Siedlung und verebnetes Grabenwerk vor- und frühgeschichtlicher Zeitstellung. | D-2-7342-0207 |      |
| Ettling (Standort) | Siedlung der Stichbandkeramik. | D-2-7342-0208 |      |
| Ettling (Standort) | Siedlung vor- und frühgeschichtlicher Zeitstellung. | D-2-7342-0209 |      |
| Ettling (Standort) | Bestattungsplatz der Glockenbecherkultur. | D-2-7342-0210 |      |
| Ettling (Standort) | Siedlung des Neolithikums, unter anderem der Linear- und Stichbandkeramik, der Gruppe Oberlauterbach und der Altheimer Gruppe, sowie der Metallzeiten, unter anderem der Urnenfelderzeit. | D-2-7342-0211 |      |
| Ettling (Standort) | Siedlung vor- und frühgeschichtlicher Zeitstellung. | D-2-7342-0212 |      |
| Ettling (Standort) | Siedlung vor- und frühgeschichtlicher Zeitstellung. | D-2-7342-0213 |      |
| Ettling (Standort) | Siedlung der Linear- und Stichbandkeramik, der Münchshöfener Gruppe, des jüngeren Neolithikums, der mittleren Bronzezeit und der Urnenfelderzeit. | D-2-7342-0214 |      |
| Ettling (Standort) | Siedlung des jüngeren Neolithikums und frühmittelalterliches Reihengräberfeld. | D-2-7342-0215 |      |
| Ettling (Standort) | Siedlung vor- und frühgeschichtlicher Zeitstellung. | D-2-7342-0216 |      |
| Ettling (Standort) | Siedlung vor- und frühgeschichtlicher Zeitstellung, unter anderem des Neolithikums. | D-2-7342-0217 |      |
| Ettling (Standort) | Verebnetes Grabenwerk vor- und frühgeschichtlicher Zeitstellung. Siedlung der Linearbandkeramik, des Jungneolithikums und der Urnenfelderzeit. | D-2-7342-0218 |      |
| Ettling (Standort) | Siedlung vor- und frühgeschichtlicher Zeitstellung. | D-2-7342-0220 |      |
| Ettling (Standort) | Verebnete, (früh)mittelalterliche Abschnittsbefestigung. Bestattungsplatz vor- und frühgeschichtlicher oder mittelalterlich-frühneuzeitlicher Zeitstellung, wohl frühmittelalterliche Reihengräber. | D-2-7342-0221 |      |
| Ettling (Standort) | Siedlung des Neolithikums, unter anderem der Linearbandkeramik, sowie der Urnenfelderzeit. | D-2-7342-0222 |      |
| Ettling (Standort) | Siedlung vor- und frühgeschichtlicher Zeitstellung. | D-2-7342-0223 |      |
| Ettling (Standort) | Siedlung der Hallstattzeit. | D-2-7342-0226 |      |
| Ettling (Standort) | Siedlung des Neolithikums und der Urnenfelderzeit. | D-2-7342-0234 |      |
| Ettling (Standort) | Siedlung vor- und frühgeschichtlicher Zeitstellung, unter anderem des Neolithikums. | D-2-7342-0235 |      |
| Ettling (Standort) | Siedlung vor- und frühgeschichtlicher Zeitstellung. | D-2-7342-0413 |      |
| Ettling (Standort) | Siedlung vor- und frühgeschichtlicher Zeitstellung. | D-2-7342-0414 |      |
| Ettling (Standort) | Siedlung vor- und frühgeschichtlicher Zeitstellung. | D-2-7342-0415 |      |
| Ettling (Standort) | Verebnetes Grabenwerk und Siedlung vor- und frühgeschichtlicher Zeitstellung. | D-2-7342-0417 |      |
| Ettling (Standort) | Verebnetes Grabenwerk und Siedlung vor- und frühgeschichtlicher Zeitstellung. | D-2-7342-0418 |      |
| Ettling (Standort) | Siedlung vor- und frühgeschichtlicher Zeitstellung und verebnete vorgeschichtliche Grabhügel. | D-2-7342-0419 |      |
| Ettling (Standort) | Siedlung vor- und frühgeschichtlicher Zeitstellung. | D-2-7342-0420 |      |
| Ettling (Standort) | Siedlung vor- und frühgeschichtlicher Zeitstellung. | D-2-7342-0421 |      |
| Ettling (Standort) | Siedlung und verebnetes Grabenwerk vor- und frühgeschichtlicher Zeitstellung. | D-2-7342-0422 |      |
| Ettling (Standort) | Siedlung und verebnetes Grabenwerk vor- und frühgeschichtlicher Zeitstellung. | D-2-7342-0423 |      |
| Ettling (Standort) | Siedlung vor- und frühgeschichtlicher Zeitstellung. | D-2-7342-0424 |      |
| Ettling (Standort) | Siedlung vor- und frühgeschichtlicher Zeitstellung. | D-2-7342-0425 |      |
| Ettling (Standort) | Verebnete Grabhügel vorgeschichtlicher Zeitstellung. | D-2-7342-0426 |      |
| Ettling (Standort) | Siedlung vor- und frühgeschichtlicher Zeitstellung. | D-2-7342-0427 |      |
| Ettling (Standort) | Siedlung und verebnetes Grabenwerk vor- und frühgeschichtlicher Zeitstellung, wohl Viereckschanze der späten Latènezeit. | D-2-7342-0437 |      |
| Ettling (Standort) | Siedlung des Neolithikums. | D-2-7342-0531 |      |
| Ettling (Standort) | Untertägige Befunde des Mittelalters und der frühen Neuzeit im Bereich der Katholischen Pfarrkirche St. Alban mit zugehörigem, ummauerten Friedhof in Ettling, darunter die Spuren von Vorgängerbauten bzw. älteren Bauphasen.                                                                                                 | D-2-7342-0534 |      |
| Ettling (Standort) | Untertägige Befunde des Mittelalters und der frühen Neuzeit im Bereich der Katholischen Kirche St. Nikolaus in Meisternthal, darunter die Spuren von Vorgängerbauten bzw. älteren Bauphasen. | D-2-7342-0536 |      |

### Bodendenkmäler in der Gemarkung Ganacker
| Lage                | Objekt                                                          | Akten-Nr.     | Bild |
| ------------------- | --------------------------------------------------------------- | ------------- | ---- |
| Ganacker (Standort) | Siedlung des Neolithikums, unter anderem der Linearbandkeramik. | D-2-7242-0004 |      |

### Bodendenkmäler in der Gemarkung Großenpinning
| Lage                     | Objekt                                                                                        | Akten-Nr.     | Bild |
| ------------------------ | --------------------------------------------------------------------------------------------- | ------------- | ---- |
| Großenpinning (Standort) | Verebnete Grabhügel vorgeschichtlicher Zeitstellung.                                          | D-2-7242-0013 |      |
| Großenpinning (Standort) | Siedlung vor- und frühgeschichtlicher Zeitstellung und verebnete vorgeschichtliche Grabhügel. | D-2-7242-0440 |      |

### Bodendenkmäler in der Gemarkung Haidenkofen
| Lage                   | Objekt | Akten-Nr.     | Bild |
| ---------------------- | --- | ------------- | ---- |
| Haidenkofen (Standort) | Siedlung vor- und frühgeschichtlicher Zeitstellung. | D-2-7242-0005 |      |
| Haidenkofen (Standort) | Siedlung des Neolithikums, unter anderem der Linear- und Stichbandkeramik, sowie der mittleren Bronzezeit.                                                                      | D-2-7242-0006 |      |
| Haidenkofen (Standort) | Siedlung des Mittelneolithikums. | D-2-7242-0007 |      |
| Haidenkofen (Standort) | Niederungsburgstall des Mittelalters und der frühen Neuzeit. Siehe auch: Schloss Haidenkofen                                                                                    | D-2-7242-0008 |      |
| Haidenkofen (Standort) | Siedlung vorgeschichtlicher Zeitstellung. | D-2-7242-0179 |      |
| Haidenkofen (Standort) | Siedlung vorgeschichtlicher Zeitstellung. | D-2-7242-0180 |      |
| Haidenkofen (Standort) | Siedlung vor- und frühgeschichtlicher Zeitstellung. | D-2-7242-0226 |      |
| Haidenkofen (Standort) | Untertägige Befunde des Mittelalters und der frühen Neuzeit im Bereich der Kapelle St. Achatius in Haidenkofen, darunter die Spuren von Vorgängerbauten bzw. älteren Bauphasen. | D-2-7242-0530 |      |

### Bodendenkmäler in der Gemarkung Haidlfing
| Lage                             | Objekt | Akten-Nr.     | Bild |
| -------------------------------- | --- | ------------- | ---- |
| Haidlfing (Standort)             | Verebnete Grabhügel vorgeschichtlicher Zeitstellung. | D-2-7242-0009 |      |
| Haidlfing (Standort)             | Verebnete Grabhügel vorgeschichtlicher Zeitstellung. | D-2-7242-0010 |      |
| Haidlfing (Standort)             | Verebnete Grabhügel vorgeschichtlicher Zeitstellung. | D-2-7242-0011 |      |
| Haidlfing (Standort)             | Siedlung vor- und frühgeschichtlicher Zeitstellung, unter anderem wohl des Neolithikums und der (frühen) Hallstattzeit. | D-2-7242-0012 |      |
| Haidlfing (Standort)             | Verebnete Grabhügel vorgeschichtlicher Zeitstellung. | D-2-7242-0014 |      |
| Haidlfing (Standort)             | Verebnete Grabhügel vorgeschichtlicher Zeitstellung. | D-2-7242-0016 |      |
| Haidlfing (Standort)             | Grabhügel vorgeschichtlicher Zeitstellung. | D-2-7242-0060 |      |
| Haidlfing (Standort)             | Stark verebnete Grabhügel vorgeschichtlicher Zeitstellung. | D-2-7242-0061 |      |
| Haidlfing (Standort)             | Siedlung vor- und frühgeschichtlicher Zeitstellung. | D-2-7242-0108 |      |
| Haidlfing (Standort)             | Siedlung der Gruppe Oberlauterbach, der Metallzeiten, unter anderem der mittleren oder späten Latènezeit, der römischen Kaiserzeit sowie des Mittelalters und der frühen Neuzeit. Frühmittelalterliches Reihengräberfeld.             | D-2-7242-0110 |      |
| Haidlfing (Standort)             | Siedlung der Münchshöfener Gruppe und der Metallzeiten, unter anderem der mittleren Bronzezeit, der frühen Latènezeit und der römischen Kaiserzeit. Bestattungsplatz des Endneolithikums oder der frühen Bronzezeit.                  | D-2-7242-0111 |      |
| Haidlfing (Standort)             | Siedlung vor- und frühgeschichtlicher Zeitstellung. | D-2-7242-0115 |      |
| Haidlfing (Standort)             | Siedlung vor- und frühgeschichtlicher Zeitstellung. | D-2-7242-0116 |      |
| Haidlfing (Standort)             | Siedlung vor- und frühgeschichtlicher Zeitstellung. | D-2-7242-0117 |      |
| Haidlfing (Standort)             | Siedlung vor- und frühgeschichtlicher Zeitstellung. | D-2-7242-0118 |      |
| Haidlfing (Standort)             | Siedlung vor- und frühgeschichtlicher Zeitstellung, unter anderem der Latènezeit. | D-2-7242-0119 |      |
| Haidlfing (Standort)             | Siedlung vor- und frühgeschichtlicher Zeitstellung. | D-2-7242-0120 |      |
| Haidlfing (Standort)             | Verebnete vorgeschichtliche Grabhügel mit Kreisgräben. Körpergräber und Siedlung vor- und frühgeschichtlicher Zeitstellung. | D-2-7242-0122 |      |
| Haidlfing (Standort)             | Siedlung vor- und frühgeschichtlicher Zeitstellung. | D-2-7242-0123 |      |
| Haidlfing (Standort)             | Verebnete vorgeschichtliche Grabhügel, z. T. mit Kreisgräben, unter anderem der mittleren Bronzezeit. Körpergräber, verebnetes Grabenwerk und Siedlung vor- und frühgeschichtlicher Zeitstellung.                                     | D-2-7242-0124 |      |
| Haidlfing (Standort)             | Siedlung vor- und frühgeschichtlicher Zeitstellung, unter anderem des Mittelneolithikums und der Bronzezeit. | D-2-7242-0151 |      |
| Haidlfing (Standort)             | Siedlung vor- und frühgeschichtlicher Zeitstellung. | D-2-7242-0160 |      |
| Haidlfing (Standort)             | Siedlung des Neolithikums und der Bronzezeit. | D-2-7242-0168 |      |
| Haidlfing (Standort)             | Siedlung vor- und frühgeschichtlicher Zeitstellung. | D-2-7242-0170 |      |
| Haidlfing (Standort)             | Siedlung vor- und frühgeschichtlicher Zeitstellung. | D-2-7242-0201 |      |
| Haidlfing (Standort)             | Grabhügel vorgeschichtlicher Zeitstellung. | D-2-7242-0227 |      |
| Haidlfing (Standort)             | Siedlung vor- und frühgeschichtlicher Zeitstellung. | D-2-7242-0228 |      |
| Haidlfing (Standort)             | Verebnete vorgeschichtliche Grabhügel und Siedlung vor- und frühgeschichtlicher Zeitstellung, unter anderem der späten Latènezeit. | D-2-7242-0230 |      |
| Haidlfing (Standort)             | Siedlung vor- und frühgeschichtlicher Zeitstellung. | D-2-7242-0233 |      |
| Haidlfing (Standort)             | Siedlung vor- und frühgeschichtlicher Zeitstellung. | D-2-7242-0234 |      |
| Haidlfing (Standort)             | Siedlung und Körpergräber vor- und frühgeschichtlicher Zeitstellung. | D-2-7242-0235 |      |
| Haidlfing (Standort)             | Siedlung vor- und frühgeschichtlicher Zeitstellung. | D-2-7242-0236 |      |
| Haidlfing (Standort)             | Siedlung vor- und frühgeschichtlicher Zeitstellung. | D-2-7242-0237 |      |
| Haidlfing (Standort)             | Verebnetes Grabenwerk der Urnenfelderzeit. Siedlung der Urnenfelder- und der späten Latènezeit. Bestattungsplatz der römischen Kaiserzeit.                                                                                            | D-2-7242-0239 |      |
| Haidlfing (Standort)             | Siedlung vor- und frühgeschichtlicher Zeitstellung. | D-2-7242-0240 |      |
| Haidlfing (Standort)             | Siedlung vor- und frühgeschichtlicher Zeitstellung. | D-2-7242-0241 |      |
| Haidlfing (Standort)             | Siedlung vor- und frühgeschichtlicher und mittelalterlich-frühneuzeitlicher Zeitstellung. | D-2-7242-0242 |      |
| Haidlfing (Standort)             | Siedlung vor- und frühgeschichtlicher Zeitstellung. | D-2-7242-0243 |      |
| Haidlfing (Standort)             | Siedlung vor- und frühgeschichtlicher Zeitstellung. | D-2-7242-0244 |      |
| Haidlfing (Standort)             | Verebnete Grabhügel vorgeschichtlicher Zeitstellung. | D-2-7242-0245 |      |
| Haidlfing (Standort)             | Siedlung vor- und frühgeschichtlicher Zeitstellung. | D-2-7242-0246 |      |
| Haidlfing (Standort)             | Siedlung vor- und frühgeschichtlicher Zeitstellung. | D-2-7242-0247 |      |
| Haidlfing (Standort)             | Siedlung vor- und frühgeschichtlicher Zeitstellung. | D-2-7242-0248 |      |
| Haidlfing (Standort)             | Siedlung vor- und frühgeschichtlicher Zeitstellung. | D-2-7242-0249 |      |
| Haidlfing (Standort)             | Verebneter vorgeschichtlicher Grabhügel mit Kreisgraben und Siedlung vor- und frühgeschichtlicher Zeitstellung. | D-2-7242-0250 |      |
| Haidlfing (Standort)             | Frühmittelalterliches Reihengräberfeld und Siedlung vor- und frühgeschichtlicher Zeitstellung. | D-2-7242-0460 |      |
| Haidlfing (Standort)             | Siedlung der Stichbandkeramik, der mittleren Bronzezeit und der mittleren Latènezeit sowie der römischen Kaiserzeit. | D-2-7242-0461 |      |
| Haidlfing (Standort)             | Grabhügel vorgeschichtlicher Zeitstellung, unter anderem der mittleren Bronzezeit. | D-2-7242-0463 |      |
| Haidlfing (Standort)             | Teilstück der Römerstraße Landshut-Moos. | D-2-7242-0468 |      |
| Haidlfing (Standort)             | Siedlung vor- und frühgeschichtlicher Zeitstellung. Ehem. Konzentrationslager. | D-2-7242-0487 |      |
| Haidlfing (Standort)             | Grabenwerk der Münchshöfener Gruppe sowie Siedlung der Münchshöfener Gruppe und der Bronzezeit. | D-2-7242-0493 |      |
| Haidlfing (Standort)             | Untertägige Befunde des Mittelalters und der frühen Neuzeit im Bereich der Katholischen Pfarrkirche St. Laurentius mit zugehörigem, ummauerten Friedhof in Haidlfing, darunter die Spuren von Vorgängerbauten bzw. älteren Bauphasen. | D-2-7242-0532 |      |
| Haidlfing (Standort)             | Untertägige Befunde der frühen Neuzeit im Bereich der Kapelle St. Antonius von Padua in Haidlfing, darunter die Spuren von Vorgängerbauten bzw. älteren Bauphasen.                                                                    | D-2-7242-0533 |      |
| Haidlfing (Standort)             | Untertägige Befunde des Mittelalters und der frühen Neuzeit im Bereich der Katholischen Kirche Hl. Kreuz in See, darunter die Spuren von Vorgängerbauten bzw. älteren Bauphasen.                                                      | D-2-7242-0535 |      |
| Haidlfing (Standort)             | Siedlung und Bestattungsplatz vor- und frühgeschichtlicher Zeitstellung | D-2-7242-0542 |      |
| Haidlfing (Standort)             | Siedlung vorgeschichtlicher Zeitstellung, unter anderem des Jungneolithikums (Altheimer Gruppe), Grabenwerke der Altheimer Gruppe. | D-2-7242-0544 |      |
| Haidlfing Wallersdorf (Standort) | Bestattungsplatz und Siedlung des frühen Mittelalters. | D-2-7242-0549 |      |

### Bodendenkmäler in der Gemarkung Haunersdorf
| Lage                   | Objekt | Akten-Nr.     | Bild |
| ---------------------- | --- | ------------- | ---- |
| Haunersdorf (Standort) | Grabhügel der mittleren Bronzezeit und der Hallstattzeit. Bestattungsplatz der Glockenbecherkultur, der mittleren römischen Kaiserzeit und der frühen Neuzeit. | D-2-7242-0038 |      |
| Haunersdorf (Standort) | Siedlung vor- und frühgeschichtlicher Zeitstellung. | D-2-7242-0266 |      |

### Bodendenkmäler in der Gemarkung Lailling
| Lage                | Objekt                                              | Akten-Nr.     | Bild |
| ------------------- | --------------------------------------------------- | ------------- | ---- |
| Lailling (Standort) | Siedlung vor- und frühgeschichtlicher Zeitstellung. | D-2-7242-0349 |      |

### Bodendenkmäler in der Gemarkung Oberpöring
| Lage                  | Objekt                                   | Akten-Nr.     | Bild |
| --------------------- | ---------------------------------------- | ------------- | ---- |
| Oberpöring (Standort) | Teilstück der Römerstraße Landshut-Moos. | D-2-7242-0472 |      |

### Bodendenkmäler in der Gemarkung Wallersdorf
| Lage                   | Objekt | Akten-Nr.     | Bild |
| ---------------------- | --- | ------------- | ---- |
| Wallersdorf (Standort) | Verebnete vorgeschichtliche Grabhügel mit Kreisgräben und Siedlung vor- und frühgeschichtlicher Zeitstellung. | D-2-7242-0015 |      |
| Wallersdorf (Standort) | Verebnete Grabhügel vorgeschichtlicher Zeitstellung. | D-2-7242-0017 |      |
| Wallersdorf (Standort) | Siedlung vor- und frühgeschichtlicher Zeitstellung und verebnete vorgeschichtliche Grabhügel. | D-2-7242-0018 |      |
| Wallersdorf (Standort) | Siedlung vor- und frühgeschichtlicher Zeitstellung. | D-2-7242-0030 |      |
| Wallersdorf (Standort) | Siedlung des Spätneolithikums, unter anderem der Glockenbecherkultur. | D-2-7242-0031 |      |
| Wallersdorf (Standort) | Siedlung vor- und frühgeschichtlicher Zeitstellung. | D-2-7242-0032 |      |
| Wallersdorf (Standort) | Verebnetes Grabenwerk und Siedlung vor- und frühgeschichtlicher Zeitstellung. | D-2-7242-0033 |      |
| Wallersdorf (Standort) | Siedlung des Mittelneolithikums und der Hallstattzeit. | D-2-7242-0036 |      |
| Wallersdorf (Standort) | Siedlung der jüngeren Urnenfelder- und frühen Hallstattzeit sowie der frühen, mittleren und späten Latènezeit. | D-2-7242-0037 |      |
| Wallersdorf (Standort) | Siedlung vor- und frühgeschichtlicher Zeitstellung. | D-2-7242-0039 |      |
| Wallersdorf (Standort) | Siedlung vor- und frühgeschichtlicher Zeitstellung. | D-2-7242-0040 |      |
| Wallersdorf (Standort) | Siedlung vor- und frühgeschichtlicher Zeitstellung, unter anderem der römischen Kaiserzeit. Bestattungsplatz der Urnenfelderzeit. Frühmittelalterliche Reihengräber. | D-2-7242-0041 |      |
| Wallersdorf (Standort) | Siedlung vor- und frühgeschichtlicher Zeitstellung. Bestattungsplatz der frühen Bronzezeit. | D-2-7242-0042 |      |
| Wallersdorf (Standort) | Siedlung vor- und frühgeschichtlicher Zeitstellung. | D-2-7242-0045 |      |
| Wallersdorf (Standort) | Siedlung vor- und frühgeschichtlicher Zeitstellung. | D-2-7242-0046 |      |
| Wallersdorf (Standort) | Siedlung vor- und frühgeschichtlicher Zeitstellung. | D-2-7242-0047 |      |
| Wallersdorf (Standort) | Siedlung vor- und frühgeschichtlicher Zeitstellung. | D-2-7242-0048 |      |
| Wallersdorf (Standort) | Siedlung vor- und frühgeschichtlicher Zeitstellung. | D-2-7242-0049 |      |
| Wallersdorf (Standort) | Siedlung der Bronzezeit. | D-2-7242-0050 |      |
| Wallersdorf (Standort) | Siedlung vor- und frühgeschichtlicher Zeitstellung. | D-2-7242-0051 |      |
| Wallersdorf (Standort) | Bestattungsplatz und Siedlung vor- und frühgeschichtlicher Zeitstellung. | D-2-7242-0057 |      |
| Wallersdorf (Standort) | Verebnete vorgeschichtliche Grabhügel bzw. Siedlung vor- und frühgeschichtlicher Zeitstellung. | D-2-7242-0058 |      |
| Wallersdorf (Standort) | Grabhügel vorgeschichtlicher Zeitstellung, unter anderem der Bronzezeit. | D-2-7242-0059 |      |
| Wallersdorf (Standort) | Verebnetes Grabenwerk und Siedlung vor- und frühgeschichtlicher Zeitstellung. | D-2-7242-0063 |      |
| Wallersdorf (Standort) | Siedlung vor- und frühgeschichtlicher Zeitstellung. | D-2-7242-0064 |      |
| Wallersdorf (Standort) | Siedlung vor- und frühgeschichtlicher Zeitstellung. | D-2-7242-0065 |      |
| Wallersdorf (Standort) | Siedlung vor- und frühgeschichtlicher Zeitstellung. | D-2-7242-0066 |      |
| Wallersdorf (Standort) | Siedlung der jüngeren Urnenfelderzeit. | D-2-7242-0068 |      |
| Wallersdorf (Standort) | Siedlung vor- und frühgeschichtlicher Zeitstellung. | D-2-7242-0069 |      |
| Wallersdorf (Standort) | Siedlung vor- und frühgeschichtlicher Zeitstellung. | D-2-7242-0070 |      |
| Wallersdorf (Standort) | Siedlung der Altheimer Gruppe, der Urnenfelderzeit sowie der mittleren oder späten Latènezeit. | D-2-7242-0072 |      |
| Wallersdorf (Standort) | Siedlung der Münchshöfener und der Altheimer Gruppe, der frühen und späten Bronzezeit, der Urnenfelderzeit, der späten Latènezeit und der römischen Kaiserzeit. Bestattungsplatz der Glockenbecherkultur. | D-2-7242-0074 |      |
| Wallersdorf (Standort) | Siedlung und Bestattungsplatz vor- und frühgeschichtlicher Zeitstellung. | D-2-7242-0075 |      |
| Wallersdorf (Standort) | Siedlung und Bestattungsplatz vor- und frühgeschichtlicher Zeitstellung. | D-2-7242-0076 |      |
| Wallersdorf (Standort) | Siedlung und verebnetes Grabenwerk vor- und frühgeschichtlicher Zeitstellung. | D-2-7242-0077 |      |
| Wallersdorf (Standort) | Siedlung vor- und frühgeschichtlicher Zeitstellung. | D-2-7242-0080 |      |
| Wallersdorf (Standort) | Siedlung vor- und frühgeschichtlicher Zeitstellung. | D-2-7242-0081 |      |
| Wallersdorf (Standort) | Oppidum mit verebnetem Ringwall der späten Latènezeit. Siedlung vor- und frühgeschichtlicher Zeitstellung, unter anderem der späten Latènezeit. Verebnete Grabhügel vorgeschichtlicher Zeitstellung mit Kreisgräben, unter anderem der mittleren Bronzezeit, der Hallstatt- und der frühen Latènezeit.                | D-2-7242-0083 |      |
| Wallersdorf (Standort) | Bestattungsplatz der Urnenfelderzeit. Siedlung und Grabenwerk der Hallstattzeit, Siedlung der römischen Kaiserzeit. | D-2-7242-0085 |      |
| Wallersdorf (Standort) | Siedlung vorgeschichtlicher Zeitstellung. | D-2-7242-0086 |      |
| Wallersdorf (Standort) | Siedlung der Münchshöfener Gruppe, der Hallstatt- und Latènezeit. | D-2-7242-0087 |      |
| Wallersdorf (Standort) | Verebnetes Grabenwerk wohl der Hallstattzeit und Siedlung vor- und frühgeschichtlicher Zeitstellung. | D-2-7242-0088 |      |
| Wallersdorf (Standort) | Siedlung der jüngeren Urnenfelder-, der späten Latène- und der römischen Kaiserzeit. Frühmittelalterliches Reihengräberfeld. | D-2-7242-0089 |      |
| Wallersdorf (Standort) | Verebnete Grabhügel vorgeschichtlicher Zeitstellung, unter anderem der Hallstattzeit. | D-2-7242-0090 |      |
| Wallersdorf (Standort) | Frühmittelalterliche Reihengräber. Siedlung der späten römischen Kaiserzeit und des frühen Mittelalters. | D-2-7242-0091 |      |
| Wallersdorf (Standort) | Brandgräber der Urnenfelderzeit. | D-2-7242-0095 |      |
| Wallersdorf (Standort) | Siedlung des Neolithikums, unter anderem des mittleren Neolithikums, sowie der Bronzezeit und der älteren Urnenfelderzeit. | D-2-7242-0098 |      |
| Wallersdorf (Standort) | Siedlung vor- und frühgeschichtlicher Zeitstellung. | D-2-7242-0099 |      |
| Wallersdorf (Standort) | Siedlung vor- und frühgeschichtlicher Zeitstellung. | D-2-7242-0100 |      |
| Wallersdorf (Standort) | Siedlung der Münchshöfener Gruppe und der Latènezeit. Frühmittelalterliches Reihengräberfeld. | D-2-7242-0102 |      |
| Wallersdorf (Standort) | Siedlung vorgeschichtlicher Zeitstellung. | D-2-7242-0104 |      |
| Wallersdorf (Standort) | Siedlung der Glockenbecherkultur. | D-2-7242-0105 |      |
| Wallersdorf (Standort) | Siedlung vor- und frühgeschichtlicher Zeitstellung. | D-2-7242-0107 |      |
| Wallersdorf (Standort) | Siedlung der Chamer Gruppe, der Hallstatt- und Latènezeit, unter anderem der frühen Latènezeit. Bestattungsplatz der mittleren Latènezeit. | D-2-7242-0113 |      |
| Wallersdorf (Standort) | Siedlung vor- und frühgeschichtlicher Zeitstellung, unter anderem der mittleren Bronzezeit. | D-2-7242-0154 |      |
| Wallersdorf (Standort) | Siedlung und Körpergräber vor- und frühgeschichtlicher Zeitstellung. | D-2-7242-0169 |      |
| Wallersdorf (Standort) | Siedlung vor- und frühgeschichtlicher Zeitstellung. | D-2-7242-0173 |      |
| Wallersdorf (Standort) | Siedlung vor- und frühgeschichtlicher Zeitstellung. Bestattungsplatz vorgeschichtlicher Zeitstellung, unter anderem der späten Bronzezeit und der frühen Urnenfelderzeit. | D-2-7242-0174 |      |
| Wallersdorf (Standort) | Siedlung vorgeschichtlicher Zeitstellung. | D-2-7242-0181 |      |
| Wallersdorf (Standort) | Siedlung vorgeschichtlicher Zeitstellung. | D-2-7242-0182 |      |
| Wallersdorf (Standort) | Siedlung vorgeschichtlicher Zeitstellung. | D-2-7242-0183 |      |
| Wallersdorf (Standort) | Siedlung und Bestattungsplatz der frühen und späten Bronzezeit, der Urnenfelder- und Latènezeit. | D-2-7242-0184 |      |
| Wallersdorf (Standort) | Siedlung vor- und frühgeschichtlicher Zeitstellung. | D-2-7242-0252 |      |
| Wallersdorf (Standort) | Verebnete vorgeschichtliche Grabhügel und Siedlung vor- und frühgeschichtlicher Zeitstellung. | D-2-7242-0253 |      |
| Wallersdorf (Standort) | Siedlung vor- und frühgeschichtlicher Zeitstellung. | D-2-7242-0254 |      |
| Wallersdorf (Standort) | Verebnetes Grabenwerk und Siedlung vor- und frühgeschichtlicher Zeitstellung. | D-2-7242-0255 |      |
| Wallersdorf (Standort) | Verebneter Graben und Kreisgraben sowie Siedlung vor- und frühgeschichtlicher Zeitstellung. | D-2-7242-0256 |      |
| Wallersdorf (Standort) | Siedlung vor- und frühgeschichtlicher, unter anderem metallzeitlicher Zeitstellung. | D-2-7242-0258 |      |
| Wallersdorf (Standort) | Siedlung vor- und frühgeschichtlicher Zeitstellung. | D-2-7242-0259 |      |
| Wallersdorf (Standort) | Verebnetes Grabenwerk und Siedlung vor- und frühgeschichtlicher Zeitstellung. | D-2-7242-0260 |      |
| Wallersdorf (Standort) | Siedlung vor- und frühgeschichtlicher Zeitstellung. | D-2-7242-0261 |      |
| Wallersdorf (Standort) | Körpergräber bzw. Siedlung vor- und frühgeschichtlicher Zeitstellung. | D-2-7242-0262 |      |
| Wallersdorf (Standort) | Siedlung vor- und frühgeschichtlicher Zeitstellung. | D-2-7242-0263 |      |
| Wallersdorf (Standort) | Siedlung vor- und frühgeschichtlicher Zeitstellung. | D-2-7242-0264 |      |
| Wallersdorf (Standort) | Siedlung und Bestattungsplatz vor- und frühgeschichtlicher Zeitstellung, unter anderem mit verebneten vorgeschichtlichen Grabhügeln. | D-2-7242-0265 |      |
| Wallersdorf (Standort) | Siedlung vor- und frühgeschichtlicher Zeitstellung. | D-2-7242-0267 |      |
| Wallersdorf (Standort) | Siedlung vor- und frühgeschichtlicher Zeitstellung. | D-2-7242-0268 |      |
| Wallersdorf (Standort) | Siedlung vor- und frühgeschichtlicher Zeitstellung. | D-2-7242-0269 |      |
| Wallersdorf (Standort) | Siedlung vor- und frühgeschichtlicher Zeitstellung. | D-2-7242-0270 |      |
| Wallersdorf (Standort) | Verebnete Grabhügel vorgeschichtlicher Zeitstellung. | D-2-7242-0271 |      |
| Wallersdorf (Standort) | Siedlung vor- und frühgeschichtlicher Zeitstellung. | D-2-7242-0272 |      |
| Wallersdorf (Standort) | Siedlung vor- und frühgeschichtlicher Zeitstellung. | D-2-7242-0274 |      |
| Wallersdorf (Standort) | Siedlung vor- und frühgeschichtlicher Zeitstellung. | D-2-7242-0275 |      |
| Wallersdorf (Standort) | Siedlung vor- und frühgeschichtlicher Zeitstellung. | D-2-7242-0276 |      |
| Wallersdorf (Standort) | Siedlung vor- und frühgeschichtlicher Zeitstellung. | D-2-7242-0277 |      |
| Wallersdorf (Standort) | Körpergräber und Siedlung vor- und frühgeschichtlicher Zeitstellung. | D-2-7242-0279 |      |
| Wallersdorf (Standort) | Siedlung vor- und frühgeschichtlicher Zeitstellung. | D-2-7242-0280 |      |
| Wallersdorf (Standort) | Körpergräber bzw. Siedlung vor- und frühgeschichtlicher Zeitstellung. | D-2-7242-0281 |      |
| Wallersdorf (Standort) | Siedlung vor- und frühgeschichtlicher Zeitstellung und verebneter vorgeschichtlicher Grabhügel. | D-2-7242-0282 |      |
| Wallersdorf (Standort) | Siedlung vor- und frühgeschichtlicher Zeitstellung. | D-2-7242-0283 |      |
| Wallersdorf (Standort) | Siedlung vor- und frühgeschichtlicher Zeitstellung und verebneter vorgeschichtlicher Grabhügel. | D-2-7242-0284 |      |
| Wallersdorf (Standort) | Siedlung vor- und frühgeschichtlicher Zeitstellung. | D-2-7242-0285 |      |
| Wallersdorf (Standort) | Siedlung vor- und frühgeschichtlicher Zeitstellung. | D-2-7242-0286 |      |
| Wallersdorf (Standort) | Siedlung vor- und frühgeschichtlicher Zeitstellung. | D-2-7242-0288 |      |
| Wallersdorf (Standort) | Verebnete vorgeschichtliche Grabhügel und Siedlung vor- und frühgeschichtlicher Zeitstellung. | D-2-7242-0289 |      |
| Wallersdorf (Standort) | Teilstück der Römerstraße Landshut-Moos. | D-2-7242-0470 |      |
| Wallersdorf (Standort) | Siedlung vor- und frühgeschichtlicher Zeitstellung, unter anderem der Bronzezeit. | D-2-7242-0524 |      |
| Wallersdorf (Standort) | Untertägige Befunde des Mittelalters und der frühen Neuzeit im Bereich der Katholischen Kirche Unsere Liebe Frau mit zugehörigem, ummauerten Friedhof in Moosfürth, darunter die Spuren von Vorgängerbauten bzw. älteren Bauphasen.                                                                                   | D-2-7242-0538 |      |
| Wallersdorf (Standort) | Untertägige Befunde des Mittelalters und der frühen Neuzeit im Bereich der Katholischen Pfarrkirche St. Johann Baptist und Johann Evangelist mit zugehörigem, ummauerten, aufgelassenen Friedhof und abgebrochener Allerseelenkapelle in Wallersdorf, darunter die Spuren von Vorgängerbauten bzw. älteren Bauphasen. | D-2-7242-0540 |      |
| Wallersdorf (Standort) | Untertägige Befunde der frühen Neuzeit im Bereich der Kapelle St. Sebastian in Wallersdorf, darunter die Spuren von Vorgängerbauten bzw. älteren Bauphasen. | D-2-7242-0541 |      |
| Wallersdorf (Standort) | Verebnetes kreisförmiges Grabenwerk vor- und frühgeschichtlicher Zeitstellung. | D-2-7242-0548 |      |

### Bodendenkmäler in der Gemarkung Zeholfing
| Lage                 | Objekt                                  | Akten-Nr.     | Bild |
| -------------------- | --------------------------------------- | ------------- | ---- |
| Zeholfing (Standort) | Siedlung der Hallstatt- und Latènezeit. | D-2-7342-0373 |      |